# New York antwortet nicht mehr
New York antwortet nicht mehr (Original The Ultimate Warrior) ist ein US-amerikanischer Science-Fiction-Film des Regisseurs Robert Clouse aus dem Jahr 1975. Der postapokalyptische Film ist auch unter den Alternativtiteln The Ultimate Warrior – New York antwortet nicht mehr und Krieger der Apokalypse bekannt. Der Film startete am 28. Mai 1976 in den deutschen Kinos.

## Handlung
Die Handlung spielt in einer dystopischen Zukunft im Jahr 2012. Nach einer weltweiten, nicht näher bezeichneten Katastrophe, die die Erdbevölkerung größtenteils dahinrafft, kämpfen in New York die wenigen Überlebenden mit primitiven Waffen um Trinkwasser und Nahrungsmittel. Die ehemalige Millionenmetropole ist verseucht, der Anbau von Nutzpflanzen ist unmöglich. Die verbliebenen Menschen sind zudem in verschiedene Lager gespalten. Kriegerische Auseinandersetzungen der untereinander verfeindeten Gruppierungen sind an der Tagesordnung.
Eine der ansässigen Gruppen, die friedliche Kommune, wird von einem älteren Mann angeführt, der von seinen Leuten schlicht „Baron“ genannt wird. Das charismatische Oberhaupt sorgt für den nötigen Zusammenhalt. Zudem kümmert er sich aufopferungsvoll um die Belange der Gemeinschaft, die von Egoismus und Zwietracht geprägt ist. Im harten Überlebenskampf verfügt die Kommune neben Baron über einen weiteren wichtigen Charakter, den ehemaligen Wissenschaftler Cal. Diesem gelingt die Gewinnung widerstandsfähiger Samen zum Anbau von essbaren Gemüsepflanzen im unfruchtbaren Boden. Aus Mangel an geeigneter Anbaufläche legt Cal seinen Gemüsegarten auf den Dächern der befestigten Zufluchtsstätte an.
Das Gemüse weckt alsbald Begehrlichkeiten bei der rivalisierenden, vom brutalen Carrot geführten Straßenbande, die sich allerdings zunächst passiv verhält und in dem eigenen Viertel verharrt. Carrots Bande stellt für die Kommune ein erhebliches Gefahrenpotential dar. Da die Gemeinschaft mehr Schutz benötigt, wirbt Baron den kahlköpfigen, vagabundierenden Schläger Carson an. Die bloße Anwesenheit des Fremden, der sich mit einem Messer der Gegnerschaft entgegenstellt, erzielt zunächst die gewünschte Wirkung. Die Zahl der täglichen Überfälle verringert sich, wenngleich die Bedrohung durch Carrots Schergen weiterhin Bestand hat. Baron schlussfolgert, dass der Kommune keine langfristige Zukunft in New York bevorstehe. Er bittet Carson, Cal mit dem bereits gewonnenen Saatgut und seiner hochschwangeren Tochter Melinda in Sicherheit zu bringen – zu einer Insel vor der Küste North Carolinas.
Als sich die Lage der Kommune durch interne Querelen nachhaltig ändert und Cal von Carrots Leuten ermordet wird, bittet Baron den beherzten Carson, mit dem Saatgut und der betäubten Melinda unverzüglich aufzubrechen. Die beiden fliehen durch New Yorks unterirdisches Versorgungsnetz, während Baron vergebens versucht, die aufgebrachte Gemeinschaft zu beruhigen. Wenig später wird das Oberhaupt von einem wütenden Mob einst loyaler Gefolgsleute ermordet. Währenddessen folgt Carrot mit seinen Schergen Carson und Melinda durch die verlassenen U-Bahn-Schächte der Metropole. Unterwegs gebiert Melinda einen gesunden Sohn. Am Ende kommt es schließlich zu einem blutigen Duell zwischen Carson und Carrot, das Carson für sich entscheiden kann, wenngleich er dabei seine linke Hand verliert.

## Kritiken
Das Lexikon des internationalen Films schrieb, der Film sei eine „barbarische, mit Brutalitäten überhäufte Zukunftsvision.“